# Silesunionidae
Silesunionidae zijn een uitgestorven familie van tweekleppigen uit de orde Unionoida.